# Туркмены в Афганистане
Афганские туркмены — вторая по величине и значению группа туркменского этноса за пределами современного Туркменистана после иранских туркменов. Проживают на северо-западе страны вдоль границы с Узбекистаном и Туркменистаном в окружении более многочисленных афганских узбеков. Численность туркмен в стране оценивается в пределах около 1 млн человек (2-3 %).

## История

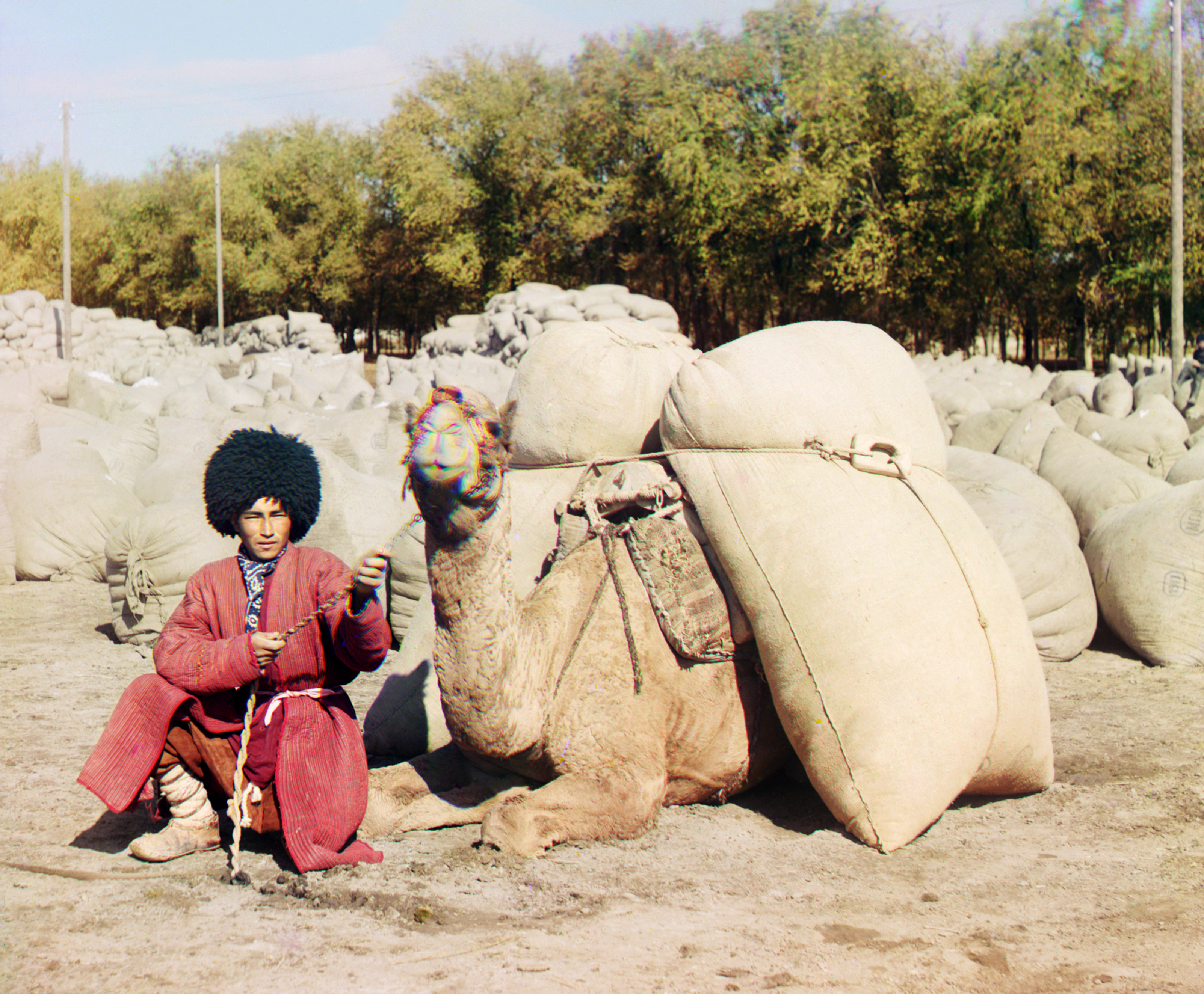
Туркмен, погонщик верблюдов. Фото Прокудина-Горского сделано в 1904-1916 гг.

Туркмены оказались одним из разделённых народов после 1885 года, в результате британского, иранского и пуштунского противодействия, экспансия Российской империи на юг прекратилась. Судьба туркмен по разные стороны границы складывалась по-разному. В Афганской Туркмении проживают следующие туркменские племена-субэтносы: Эрсарыйцы, Текинцы, Алилийцы, Сарыки и Салыры. Примечательно что более половины современных туркмен — это потомки беженцев, опасающихся коллективизации в Туркменской ССР в 1920-х годах. Точные данные о численности туркмен в Афганистане отсутствуют, так как из-за гражданской войны переписи не проводятся. 
Во время ввода советских войск в Афганистан положение туркмен и узбеков в стране ухудшилось, так как ираноязычные народы стали подозревать тюрков в сотрудничестве с советской властью. В 2009 году пост одного из министров получил этнический туркмен.

## Культура и язык
Основное занятие афганских туркмен — скотоводство и ковроткачество. Туркменский язык, как и другие тюркские языки Афганистана, отличается в стране стеснённостью персоязычной средой, в первую очередь в политическом и социально-психологическом плане. Используются почти исключительно в быту.

## Известные туркмены Афганистана
- Каркин, Нур Мохмамад[2] — министр просвещения Афганистана (2004-2011).
- Салима Рехман — первая женщина-врач из туркменской общины в Афганистане.